# Hypocrea parapilulifera
Hypocrea parapilulifera är en svampart som beskrevs av B.S. Lu, Druzhin. & Samuels 2004. Hypocrea parapilulifera ingår i släktet svampdynor och familjen Hypocreaceae.   Inga underarter finns listade i Catalogue of Life.